# Claudinei da Silva
Claudinei da Silva, född den 19 november 1970 i Lençóis Paulista, är en brasiliansk före detta friidrottare som tävlade i kortdistanslöpning.
Da Silva deltog vid VM 1995 i Göteborg där han slutade femma på 200 meter på tiden 20,40. Vid VM 1997 blev han bronsmedaljör på samma distans på tiden 20,26. Ännu bättre gick det vid VM 1999 då han blev silvermedaljör bakom Maurice Greene på tiden 20,00. Vid samma mästerskap blev han även bronsmedaljör med stafettlaget på 4 x 100 meter. 
Han deltog även vid Olympiska sommarspelen 2000 där han slutade sexa på 200 meter. Dessutom blev han tillsammans med Vicente de Lima, Edson Ribeiro, André Domingos da Silva och Claudio Souza silvermedaljörer på 4 x 100 meter. 

## Personliga rekord
- 100 meter - 10,12
- 200 meter - 19,89